# Brachymesia gravida
Brachymesia gravida är en trollsländeart som först beskrevs av Philip Powell Calvert 1890.  Brachymesia gravida ingår i släktet Brachymesia och familjen segeltrollsländor. IUCN kategoriserar arten globalt som livskraftig. Inga underarter finns listade i Catalogue of Life.

## Bildgalleri

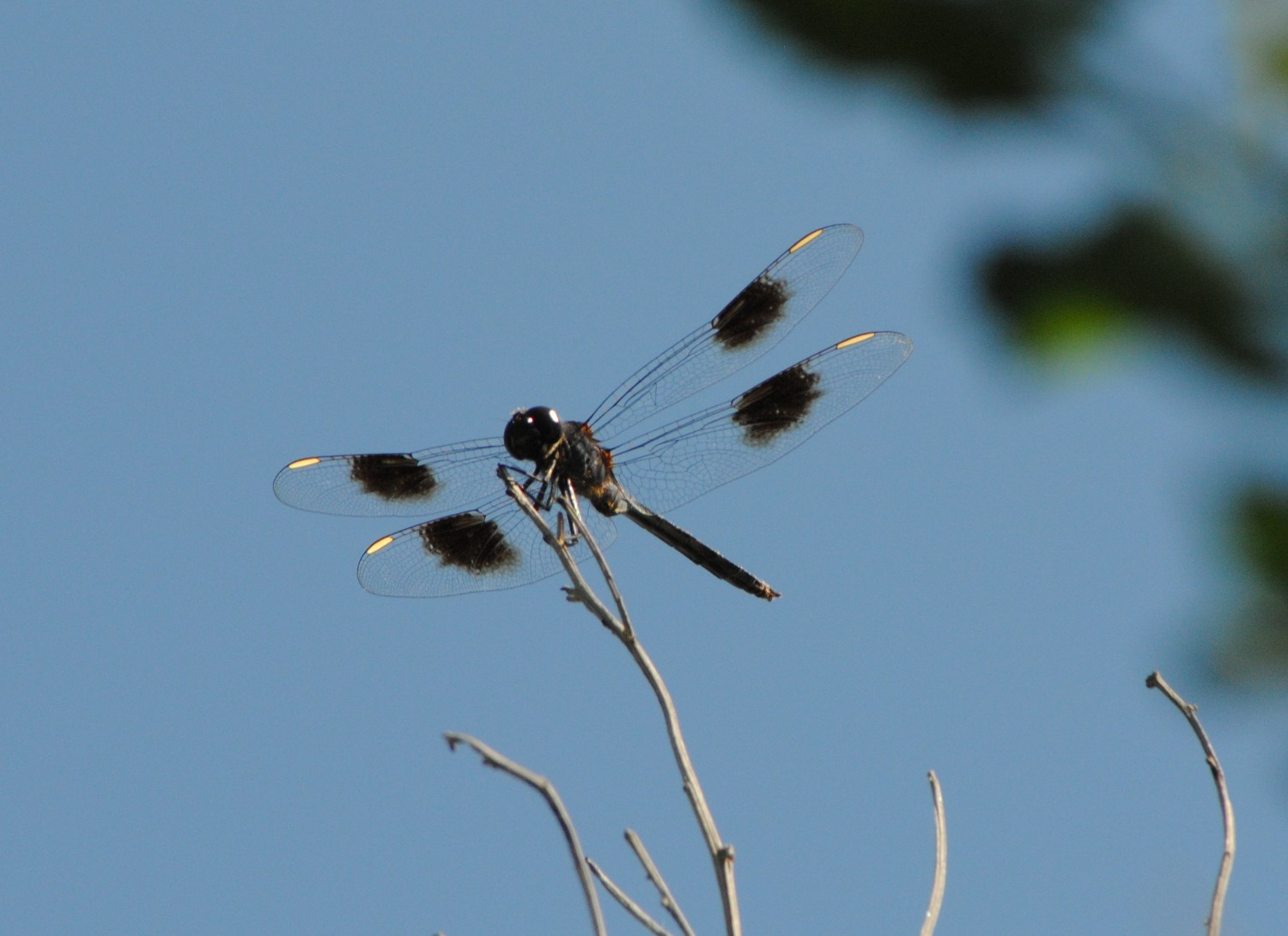
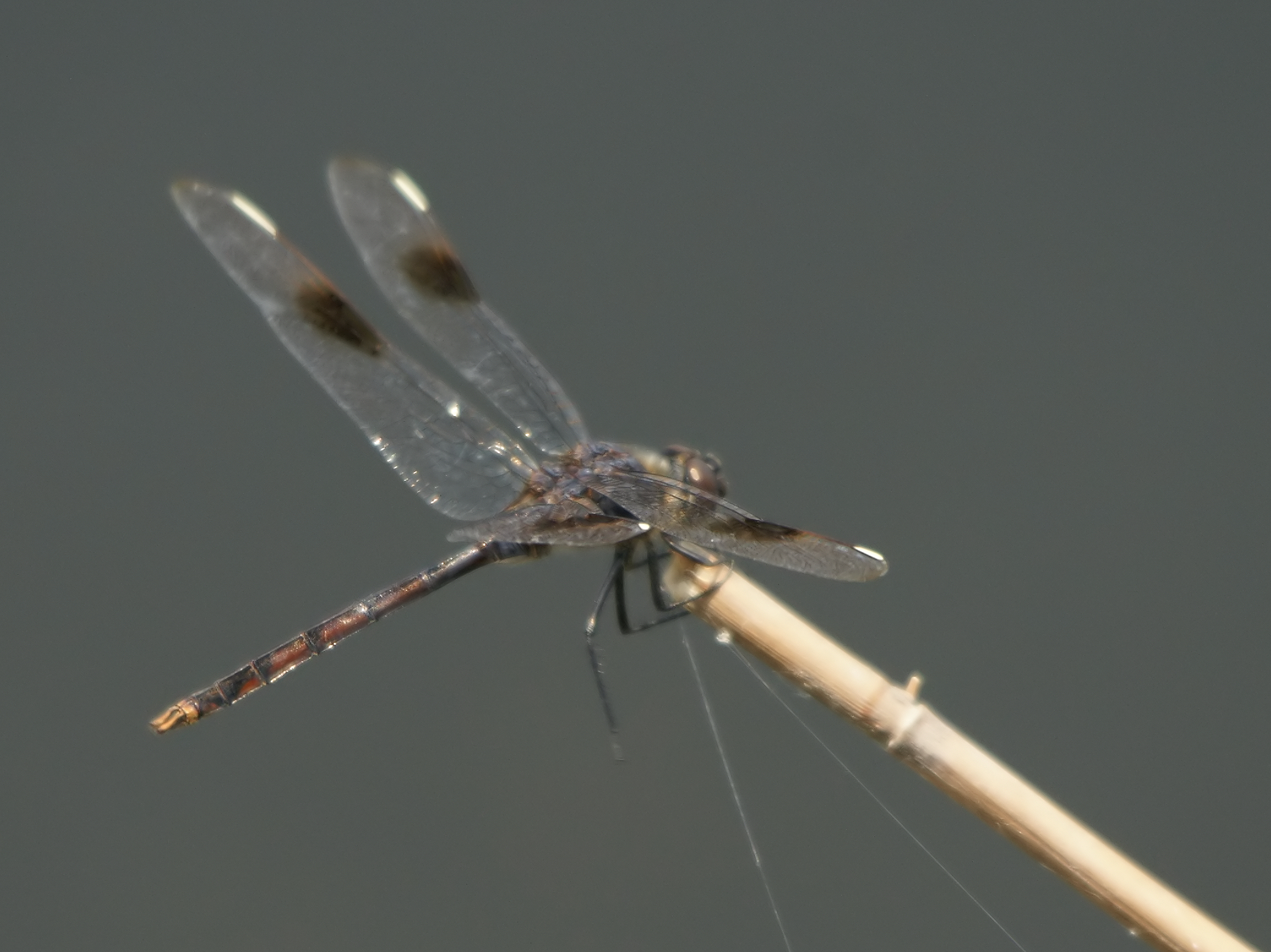